# ۱۰۲۷ (خورشیدی)
۱۰۲۷ هزار و بیست و هفتمین سال هجری خورشیدی است.